# Serge Mongeau
Serge Mongeau (Montreal, 24 marzo 1937 – 9 maggio 2025) è stato un medico, scrittore e politico canadese, uno fra i sostenitori canadesi più noti della semplicità volontaria.

## Biografia
Serge Mongeau studiò medicina all'Università di Montréal. All'inizio degli anni '60, Mongeau fu una delle poche persone in Québec a lavorare nell'ambito della sessuologia. Nel 1965 divenne presidente della Family Planning Association di Montreal, invitando la Chiesa cattolica ad adottare un approccio più moderno alla contraccezione. Mongeau fu anche il direttore del Family Planning Center (Centre de planification familiale du Québec), un centro multidisciplinare con sede a Montréal. Tra il 1967 e il 1970 pubblicò Cours de sexologie, un'opera in cinque volumi sulla sessuologia rivolta al grande pubblico, che divenne un best seller. Giunse a pubblicare undici libri alle Éditions du Jour di Jacques Hébert già entro il 1970. Collaborò anche per il settimanale di sinistra Québec-Presse.
In politica, si unì al Parti Québécois. Durante le elezioni generali del Quebec del 1970, dopo presunte irregolarità nella nomina del candidato Lefebvre (Parti québécois) nella circoscrizione di Taillon, Mongeau si presentò come candidato indipendente e ottenne il 7,6% dei voti. Nel giugno dello stesso anno partecipò alla fondazione del Movimento per la difesa dei prigionieri politici. Durante la crisi di ottobre del Québec, quando il governo di Pierre Trudeau decretò la legge sulle misure di guerra, Mongeau fu intercettato dalla polizia durante il tragitto per recarsi al Family Planning Centre la mattina del 16 ottobre 1970, fu incarcerato senza accuse e tenuto in prigione in segreto per dieci giorni senza contatti con l'esterno. Parlò dell'esperienza nel suo libro Kidnappé par la police (rapito dalla polizia).
Negli anni settanta viaggiò e studiò scienze politiche presso la Facultad latinoamericana de ciencias sociales in Cile. Rientrato in Canada, divenne direttore del Centre local de services communautaires di Saint-Hubert.
Dal 1978 si dedicò a tempo pieno alla scrittura e all'editoria. Divenne direttore della collana "Heath" nella casa editrice Québec/Amérique. Nel 1985 diede alle stampe la prima edizione del suo libro sulla semplicità volontaria, dove scrisse: "Cerco di realizzare in me stesso ciò che penso dovrebbe essere la base di un universo giusto per tutti: cerco di essere buono, tollerante, onesto e giusto". Nel 1986 divenne direttore della collana "Peace" della casa editrice Libre Expression. Nel 1992 fondò insieme a un gruppo di amici la casa editrice Écosociété, specializzata nei temi della società, dell'economia e dell'ambiente. Dopo aver vissuto nell'île d'Orléans per vent'annii, Mongeau tornò a Montreal nel 2008.
Alle elezioni generali del Quebec del 2008, Serge Mongeau si presentò con il partito Québec solidaire nel distretto elettorale di Hochelaga-Maisonneuve, dove ottenne il 12,9% dei voti.
Pubblicò un'autobiografia in due parti, la prima edita nel 2006 e la seconda nel 2012.

## Libri
- Naissances planifiées. Pourquoi? Comment? , in collaborazione con Hubert Charbonneau, Éditions du Jour, Montréal, 1966, 153 pagine
- Cours de sexologie, Éditions du Jour, Montréal, 1967-1970, in cinque volumi: 
  1. De la fécondation à l'âge adulte, 1967
  2. Les âges de l'amour et les rapports sexuels, 1968
  3. La grossesse et la planification familiale, 1967
  4. Les difficultés sexuelles de l'individu et du couple, 1968
  5. Sessualità e società. La vieillesse , 1970
- Évolution de l'assistance au Québec. Une étude historique des diverses modalités d'assistance au Québec, des origines de la colonie à nos jours, Éditions du Jour, Montréal, 1967, 123 pagine (originariamente scritto come tesi di master dell'autore)
- L'avortement, in collaborazione con Renée Cloutier, Éditions du Jour, Montréal, 1968, 173 pagine
- Kidnappé par la police, Éditions du Jour, Montréal, 1970, 128 pagine; e, in una riedizione successiva, Kidnappé per la police, Éditions Écosociété, Montréal, 2001, 187 pagine, ISBN 2-921561-58-1
- Vivre en santé, Éditions Québec / Amérique, Montréal, 1982, 141 pagine, ISBN 2-89037-111-5
- Dictionnaire des médicaments de A à Z, in collaborazione con Marie-Claude Roy, Éditions Québec / Amérique, Montréal, 1984, 525 pagine, ISBN 2-89037-180-8
- Nouveau dictionnaire of médicaments, in collaborazione con Marie-Claude Roy, Éditions Québec / Amérique, Montréal, 1988, 860 pagine, ISBN 2-89037-375-4
- Le Rêve écrasé : Québec-Chili 1973, Éditions Québec / Amérique, Montréal, 1990, 268 pagine, ISBN 978-2-89037-482-9
- La simplicité volontaire, Éditions Québec / Amérique, Montréal, 1985, 151 pagine, ISBN 978-2-89037-254-2 ; e in riedizione con il titolo La simplicité volontaire, plus que jamais ..., Éditions Écosociété, 1998, 272 pagine, ISBN 2-921561-39-5
- Parce que la paix n'est pas une utopie, Éditions Libre Expression, Montréal, 1990, ISBN 978-2-89111-406-6; e in redazione Parce que la paix n'est pas une utopie, Éditions Écosociété, Montréal, 137 pagine, ISBN 2-921561-25-5
- La Belle Vie, ou le bonheur dans l'harmonie, Éditions Libre Expression, Montréal, 1991, 116 pagine, ISBN 978-2-89111-508-7; e nella riedizione La Belle Vie, Éditions Écosociété, Montréal, 2004, 130 pagine, ISBN 2-923165-01-2
- Pour un pays sans armée, lavoro collettivo sotto la direzione di Serge Mongeau, Éditions Écosociété, Montréal, 1993, 186 pagine, ISBN 2-921561-00-X
- L'écosophie of the nature of the nature, Éditions Écosociété, Montréal, 1994, 158 pagine, ISBN 2-921561-06-9
- Moi, ma santé. De la dépendance à l'autonomie, Éditions Écosociété, Montréal, 1994, 182 pagine, ISBN 2-921561-20-4
- Objecteurs de croissance. Pour sortir de l'impasse : la décroissance, lavoro collettivo sotto la direzione di Serge Mongeau, Éditions Écosociété, Montréal, 144 pagine, ISBN 978-2-923165-34-9
- Non, je n'accepte pas. Autobiographie, tome 1 (1937–1979) , Éditions Écosociété, Montréal, 2006, 296 pagine, ISBN 2-923165-15-2
- Heureux, mais pas content. Autobiographie (1979–2011) , Éditions Écosociété, Montréal, 2012, 212 pagine, ISBN 978-2-923165-85-1